# Chillen
Chillen (von englisch chill für „kühlen, abkühlen“; im amerikanischen Slang auch für „sich beruhigen, sich entspannen, rumhängen, abhängen“) ist ein aus dem englischen Sprachgebrauch übernommener Begriff der Jugendsprache.

## Entwicklung
Das Wort chillen kam erstmals gegen Ende der 1980er Jahre in der Techno-Szene auf. Es wurde im Zusammenhang mit Chill-Out-Räumen oder dem Chill-Out, also Möglichkeit des Runterkommens nach einer durchtanzten Nacht, verwendet und bezeichnete den Zustand fauler Geselligkeit auf oder nach einer Party und das Sich-Zurückziehen nach wildem Tanzen, um Kräfte zu sammeln. Etwa zur selben Zeit wurde Chillen auch als ein zentraler Bestandteil von Events in der Hip-Hop-Szene ausgemacht.
2003 nahm der Duden den Begriff in sein Fremdwörterbuch auf und erklärte ihn folgendermaßen: „dem Nichtstun frönen; faulenzen; sich ausruhen“. Im Verlauf der Zeit erhielten diese Übersetzungen bzw. Bedeutungen im englischsprachigen Raum einen Bedeutungswandel von „(ab)kühlen“ zu „sich entspannen“.
Gegenwärtig liefern die Massenmedien Anzeichen dafür, dass der Begriff beginnt in die altersunabhängige Umgangssprache einzugehen, ohne dabei vom ursprünglichen Nutzerkreis zu verschwinden.

## Gebrauch

### Bedeutung
In mehreren Jugendstudien wurde auf die unterschiedliche Verständnisse junger Menschen von Praktiken des Chillens aufmerksam gemacht. Einerseits wird das Chillen als Nichtstun mit Passivität und Rückzug ins Zuhause verbunden, andererseits mit Vergemeinschaftung im öffentlichen Raum.
Es wird als Bestandteil der Abgrenzung der Jugendkultur eingeordnet, so zeigt es einerseits Unverfügbarkeit für externe Anforderungen,  andererseits Verfügbarkeit für Vergemeinschaftung und ungeplante Erlebnisse mit Gleichgesinnten an.

### Variationen
Mit der Zeit entwickelten sich diverse Variationen des Begriffs chillen, wie zum Beispiel „chillig“, „Chiller“, „gechillt“ oder „Chillaui“. „Chillen“ hat sich mittlerweile auch allgemeiner für Tätigkeiten eingebürgert, die meistens entspannend, passiv und mit Genuss verbunden sind („auf dem Sofa chillen, chillen und snacken“, „relaxen“; der Begriff ist auch als Kofferwort „chillaxen“ zu finden.)
Stark etabliert ist auch die Aufforderung chill (dich) mal!, was so viel heißt wie „entspann dich“ oder „reg dich nicht auf“.
„Chüün“ kam bei der Auswahl zum österreichischen Jugendwort des Jahres 2013 auf Platz 3. Zur Verbreitung dieser Schreibweise haben 2011 die Liedtitel zweier oberösterreichischer Musikgruppen beigetragen. Daneben existiert die Schreibweise „tschün“.

## Chill-out
In vielen Diskotheken und insbesondere in Techno-Clubs gibt es sogenannte Chill-out-Zonen (im Englischen auch: chillout rooms), in denen sich erschöpfte Tänzer entspannen können, häufig begleitet von Chill-out Musik, wie beispielsweise Trance-, Ambient-, Dub- oder Lounge-Musik. Auch auf Raves oder in Clubs gibt es einen Raum, in dem ruhige Musik gespielt wird. Dort kann man von hartem Techno pausieren. In Chill-outs werden bisweilen auch Obst oder spezielle Getränke serviert, um die Regeneration zu fördern. Den Begriff „Chill Out“ soll erstmals die Gruppe The KLF 1990 durch ihr Sound-Collage-Album Chill Out in die Szene eingeführt haben. Eine nachgeprüfte Herkunft ist jedoch nicht vorhanden.

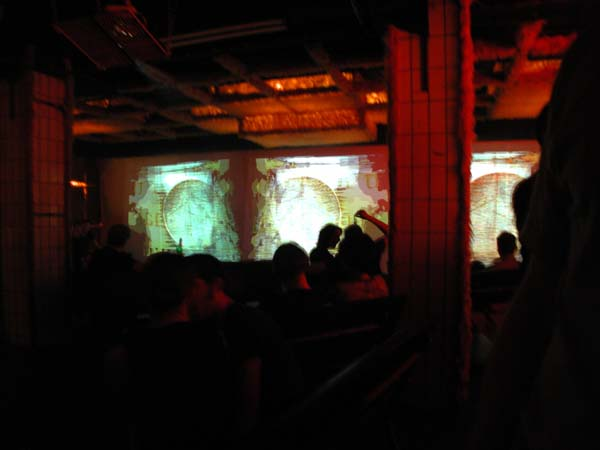
Chillout im Techno-Club Ultraschall

Ganz allgemein wird mit Chill-out das Ausklingenlassen einer Veranstaltung bzw. eines Abends bezeichnet.
Außerhalb der Techno-Szene wurde die Bezeichnung Chill-out insbesondere durch die Musiksendung Chill Out Zone auf MTV bekannt. In diesem Zusammenhang entwickelte sie sich zu einer Sammelbezeichnung für ruhige, atmosphärische Musik zwischen Ambient, Techno und Electronica.
Bekannte Künstler dieses Genres sind The Orb, Vargo, Thomas Lemmer, Blank & Jones, Ian Pooley, Moby und Gotan Project.
Monatlich erscheinen in Deutschland unter der Bezeichnung DCOC die Deutschen Chill Out Charts in den Sparten Single, Album und Compilations. Als DJs des Chill-Out-Sound sind unter anderem José Padilla, Raphaël Marionneau und Stéphane Pompougnac bekannt.